# Los Telépatas
Los Telépatas es una banda de rock argentino, fundada en Buenos Aires, Argentina, en 1989. Podría considerarse una banda New Wave, por su similitud en estética con grupos como The B-52's o The Cars. Musicalmente se los encolumna dentro del Garage Rock de Latinoamérica (con subgéneros como la Música beat o el Rock psicodélico), pero también tienen incursiones en el Punk, el Post-punk y hasta en la Música disco. Sus enérgicas presentaciones en vivo en casi todos los bares y boliches de Buenos Aires (tales como Cemento (discoteca), El Parakultural, El Salón Pueyrredón o El Especial), a lo largo de sus 30 años, les valió el rótulo de "banda de culto" y de influencia fundamental para grupos de la Movida Sónica y del Nuevo Rock Argentino, así como de una nueva camada de bandas de Rock como "Los Muchachos De La Secta" (quienes nombraron a su banda en homenaje a la canción de Los Telépatas, del mismo nombre).

### Primeros Años
El disparador para armar la banda surgió cuando el líder y cantante Ernesto "Pepe" Kaufman (también conocido como "Pepe K" o "Pepe Telépata"), escuchó el disco Lysergic Emanations de The Fuzztones. Luego de eso decidió formar la agrupación, que estuvo brevemente integrada por el actor y director, Martin Kahan (en batería). El grupo se termina conformando con Vil Montoya (Favio Kobielusz) en bajo, Diego Scornik en guitarras y un tal "Abdul", de dudosa nacionalidad, en batería; y por supuesto Pepe Telépata (que en ese momento era conocido como Tony "Modesto" Santa Fe), en voz y teclado. Es con esta formación, que hacen su debut en la escena porteña el 20 de agosto de 1989, compartiendo escenario con el grupo Amor Indio, en La Fiesta Por La Felicidad (en Avenida Córdoba 6323, Buenos Aires). Durante los próximos 3 años, Los Telépatas tocarían con bandas como El Otro Yo, Cumbiatronic, Martes Menta, Babasónicos, Demonios de Tasmania, Illya Kuryaki and the Valderramas, Leo García, Massacre, Los Brujos y otras bandas de la denominada Movida Sónica. Sus shows destacaban porque incluían muchas canciones, pero las presentaciones no eran muy largas, y también porque solían aparecer diferentes personajes de la noche porteña: travestis, dandis, punks y hasta abuelas en el escenario. Por estos años Los Telépatas formaron parte de un compilado llamado "Alimañas" (junto con otras bandas como Amor Indio, Revolver, Los Minimals, El Lado Salvaje, La Celebración, Vudú y Malrecetado), que actualmente es considerado una reliquia digna de melómanos y coleccionistas, por los pocos ejemplares físicos que se encuentran en circulación. Por esa época tocan en la Televisión Pública (Argentina), en el canal Argentina Televisora Color (ATC), en el programa "Cuidado con el perro", conducido por Roberto Pettinato (hijo). La banda comenzaba a lograr cierta presencia en el ambiente del rock porteño.

### Primer Disco:Los Telépatas(1993)[11]
Mientras tocaban (y Pepe Telépata salía en el ''Suplemento SI" de Clarín (periódico)), se acercaron en uno de sus shows para proponerles grabar un disco. El mismo se grabaría en la sala de ensayo que tenía Pepe Telépata ("La Oreja Feliz", que quedaba en las calles Don Bosco y 33 Orientales), con mezcla de Mariano López y producción de Tweety González. El disco sería editado por el sello "Go Music!", y el diseño del disco estaría cargo de Gisela González, Roberto Nieto y Mauricio Mancovsky. 
Los integrantes que entraron a grabar el primer disco, fueron Pepe Telépata, Fabio Kobielusz, Fernando Minimal, Sergio Strejilevich, Pablo Martin y Matías Pérez Andrade. Tiene canciones como "Mejor Tomate Dos Vasos De Whisky", "Los Muchachos de la Secta", "Yo no soy John Wayne", "Chica Tóxica", "La Amo (Pero No Me Caso)" (corte difusión) y "¿Será que no está enamorada de mí?" (de la cual el grupo punk Superuva, realizaría una versión para su disco de 1999, "Una extraña mezcla de sabiduría e ignorancia"). También estaba "La Lancha", una versión humorística de La balsa (de Litto Nebbia y Tanguito), compuesta por Pepe, en el baño de la mítica discoteca "El Dorado". 
Luego de la salida del disco, los integrantes optaron por seguir con proyectos paralelos (como La Tony Curtis Band, Poxirunners y Satélite!), y a eso le siguió una separación de casi 12 años.

#### Resurgimiento
La banda decide regresar en 2007 y hasta 2008 tocan integrantes que tendrían un paso fugaz en el grupo, como Marina Hernández en batería y Cristian Peyon (ex dueño de la discoteca "El Dorado", y líder de Amor Indio y Satélite!). También en 2008, incorporan a Nicolas Gonzalez y Daniel Martinotti, y al año siguiente entran a grabar el segundo disco de Los Telépatas, el cual tardarían casi 4 años en lanzar.

### Segundo Disco:Los Telépatas Vs. El Mundo(2012)
A finales del 2009, entran a grabar en Bigote Records, estudio de Sergio Fabian "Pappi" Guerrina (productor de grupos como Todos Tus Muertos, Los Pericos y Viejas Locas, entre otros), quien también se encargaría de su producción. También hubo material grabado en Tu Mismo Música (estudio de Julio Tello). El disco es grabado por Pepe Telépata, Nicolas Gonzalez (bajo/guitarras), Daniel Martinotti (batería) y Matías Pérez Andrade (bajo/guitarras). Luego de grabar, suman a Federico Gonzalez en bajo, y a Verónica Pérez Orelio en teclados, y así consolidan la formación más duradera de la banda hasta el momento.
Finalmente en 2012 sale a la luz, "Los Telépatas Vs. El Mundo", el tan esperado segundo disco de Los Telépatas, editado por el sello Rastrillo Records. Cuenta con canciones como "Basta de Inflación", "Ya No Tengo Caspa", "No Comprendes" (versión en castellano de “Never Understand” de The Jesus and Mary Chain), "Dios No Me Quiere" (con participación de Sergio Rotman en saxofón), "Sos Cruel" (con Guillermo Piccolini en teclados), y "Esperando a Erven" (dueto de Pepe Telépata con Mimi Maura). El corte difusión fue "Borrachera". El diseño del disco estuvo a cargo de Diego Giménez.  

#### Colaboraciones
En 2014 son invitados por Sergio Rotman, a participar de un relanzamiento de un compilado homenaje a Jeffrey Lee Pierce (líder de The Gun Club), y para ello graban en Estudio Orion, la canción "Bill Bailey" (con producción del propio Rotman). El compilado se llamó "El Fuego Del Amor – 15 Canciones De Jeffrey Lee Pierce Y The Gun Club Por Sergio Rotman Y Amigos", y es lanzado en 2014 en formato digital y CD, por el sello Canary Hi-Fidelity Discos. En él, también se encuentran versiones con participación de Horacio Villafañe, Mimi Maura, Flavio Cianciarulo, Pablo Martin, Ariel Minimal y Sergio Rotman, entre otros.

### Los Telépatas En Vivo (2022)
La banda anunció la salida de cuatro EPs durante el año 2022. Las grabaciones son de un show de Los Telépatas en noviembre de 2021, en El Emergente Bar. La mezcla y masterización está a cargo de Federico Gonzalez en Yamero! Studio. En marzo de 2024, la productora SPD Records, liberó el último video de este show. El tema fue "Rehacer/Remodelar", versión en español de Re-Make/Re-Model del primer álbum de la banda inglesa Roxy Music .  

## Letras
Lo que define a la banda son las divertidas letras de su cantante Pepe Kaufman que, en una suerte de esnobismo, describe situaciones e historias del "medio pelo" argentino. Tal es el caso de canciones como "Ya No Tengo Caspa", "Dios No Me Quiere" o "Chica Tóxica", que van desde dramas cotidianos a situaciones absurdas o ridículas. También muestra un costado más romántico en "Me Gustaría Formalizar" o "¿Será Que No Está Enamorada De Mi?" (esta última popularizada por el grupo punk argentino Superuva). Pepe Telépata, puede lograr un humor directo y desvergonzado como en "La Amo (Pero No Me Caso)" o "Me Gustan Las Francesas", o más indirecto como en "Basta De Inflación" o "Yo No Soy John Wayne".

## Integrantes
- Pepe Telépata (Pepe K-Tony “Modesto” Santa Fe): Voz y teclados.
- Matías Pérez Andrade (Matius): Guitarras y coros.
- Nicolas Gonzalez (Babi Dior-Erven Chinasky): Guitarras y coros.
- Daniel Martinotti (Teniente Dan): Batería y coros.
- Federico Gonzalez (DIMITri-El Kid): Bajo y coros.
- Roberto Nieto Nepo: Teclados.

###### Ex - Integrantes
- Martin Kahan.

- Favio Kobielusz (Vil Montoya).
- Diego Scornik.
- Abdul.
- Pablo Martin.
- Fernando Minimal.
- Sergio Strejilevich.
- Marina Hernández.
- Cristian Peyon.
- Verónica Pérez Orelio (Vero Supernova).

## Discografía

#### Estudio
- Los Telépatas (LP, Go Music!, 1993).
- Los Telépatas Vs. El Mundo (LP, Rastrillo Records, 2012).

#### En Vivo
- Los Telépatas En Vivo - Volúmen Alpha (EP abril 2022).
- Los Telépatas En Vivo - Volúmen Beta (EP agosto 2022).
- Los Telépatas En Vivo - Volúmen Delta (EP octubre 2022).
- Los Telépatas En Vivo - Volúmen Ómicron (EP diciembre 2022).

#### Compilados
- Alimañas.
- “El Fuego Del Amor – 15 Canciones De Jeffrey Lee Pierce Y The Gun Club Por Sergio Rotman Y Amigos” (Canary Hi-Fidelity Discos, 2014).